# Gladiolus scullyi
Gladiolus scullyi är en irisväxtart som beskrevs av John Gilbert Baker. Gladiolus scullyi ingår i släktet sabelliljor, och familjen irisväxter. Inga underarter finns listade i Catalogue of Life.